# Claudia Pigliapoco
Claudia Pigliapoco (Jesi, 24 marzo 1983) è una schermitrice italiana, specializzata nel fioretto.

## Biografia
Nipote di Doriana Pigliapoco, schermitrice italiana alle olimpiadi del 1976, Claudia Pigliapoco, classe 1983, inizia a praticare la scherma dall'età di sei anni.
Da bambina vinse un Campionato Italiano, uno da Giovanissima, uno da Cadetta, tre Grand Prix poi entrò nella categoria Under 17.
Nel 1998 si è aggiudicata la Coppa Europa del Club Scherma Jesi assieme alle due campionesse olimpiche Giovanna Trillini e Valentina Vezzali.
Durante la sua militanza nella categoria "Giovani" nel 2007 ha vinto la Coppa del Mondo.

## Palmarès
In carriera ha conseguito i seguenti risultati:
Europei
Individuale
- Bronzo nel fioretto a Copenaghen 2004
- Bronzo nel fioretto a Smirne 2006

A squadre
- Bronzo nel fioretto a Copenaghen 2004

 Giochi del Mediterraneo 
Individuale
- Argento nel fioretto ad Almería 2005

 Campionati italiani 
Individuale
- Bronzo nel fioretto a Bologna 2012

A squadre
- Oro nel fioretto a Tivoli 2009
- Oro nel fioretto a Siracusa 2010
- Oro nel fioretto a Bologna 2012
- Oro nel fioretto a Trieste 2013
- Bronzo nel fioretto a Livorno 2011
- Bronzo nel fioretto a Roma 2016

 Altri risultati 
Mondiali giovani
Individuale
- Oro nel fioretto a Trapani 2003

A squadre
- Oro nel fioretto a Trapani 2003
- Bronzo nel fioretto ad Adalia 2002

Mondiali cadetti
Individuale
- Bronzo nel fioretto a South Bend 2000

Europei giovani
Individuale
- Argento nel fioretto a Conegliano 2002

A squadre
- Oro nel fioretto a Conegliano 2002